# 群

魔方的所有可能重新排列形成一個群，叫做魔方群。

在數學中，群（英語：group）是指配備二元運算的集合，其二元運算需要具有結合律、單位元和逆元素。因為眾多數學結構都是群（如整數系配備上加法就形成一個群），因而可以簡潔地從不同的數學結構歸納出共通的結果，这使群成為當代數學的核心概念。
很多自然界的變換（如平移、鏡射）的匯總都符合群的定義，而某群變換下保持不變的某種性質被稱為对称性；如在空間對稱群的哪些變換下，面积或角度會保持不變，就是在研究立体几何的对称性。

## 歷史
抽象群的現代概念是從多個數學領域發展出來的。群論的最初動機是為了求解高於4次的多項式方程。十九世紀法國數學家埃瓦里斯特·伽罗瓦，擴展了保罗·鲁菲尼和约瑟夫·拉格朗日先前的工作，依據特定多項式方程的根（解）的對稱群給出了對它的可解性的判别准则。這個伽罗瓦群的元素對應於根的特定置換。伽罗瓦的想法最初被同代人所拒絕，只在死后才出版。更一般的置換群由奥古斯丁·路易·柯西專門研究。阿瑟·凱萊的“On the theory of groups, as depending on the symbolic equation {\displaystyle \vartheta ^{n}=1}”（1854 年）給出有限群的第一個抽象定義。
幾何是第二個系统性的使用群，特別是對稱群的領域。这类群是菲利克斯·克莱因 1872 年的爱尔兰根纲领的一部分。在新型的幾何如雙曲幾何和射影幾何形成之后，克萊因利用群論以更連貫的方式來組織它們。索菲斯·李進一步發展了這些想法，在 1884 年創立了李群的研究。
对群論有貢獻的第三個領域是數論。一些阿貝爾群結構在卡爾·弗里德里希·高斯的數論著作《算术研究》（1798 年）中被隐含地用到，并被利奥波德·克罗内克更明顯地用到。 1847 年，恩斯特·库默尔發展了描述用素数做因數分解的理想類群，使證明費馬大定理的早期嘗試達到了高潮。
把上述各種來源融合成一个群的統一理論是从卡米尔·若尔当的“Traité des substitutions et des équations algébriques” (1870 年）開始的。 瓦尔特·冯·迪克（1882年）給出了第一个抽象群的現代定義的陳述。在二十世紀，群在费迪南德·格奥尔格·弗罗贝尼乌斯和威廉·伯恩赛德的开拓性著作中獲得了廣泛的认识，他們研究有限群的表示理論，還有理查德·布劳尔的模表示論和 Issai Schur 的論文。 赫尔曼·外尔、埃利·嘉当和很多其他人推進了李群和更一般的局部緊群的理論。它的代數對應者——代數群的理論，由克劳德·舍瓦莱（從 1930 年代晚期开始）和后來阿尔曼德·波莱尔和雅克·蒂茨的重要著作奠基。
芝加哥大学于 1960-61 年举办的“群论年”活动促使群论家们以丹尼尔·戈伦斯坦，约翰·格里格斯·汤普森和瓦爾特·法伊特为基础展开合作。在大量其他数学家的帮助下，他们完成了有限单群的分类。这项工程，不论是从证明长度来说还是从参与人数来说，其浩大程度超越了之前一切的数学成果。简化此证明的研究还在进行中。群论在当下仍是一个活跃的数学分支，并仍在对其他分支产生重大影响。[a]

## 正式定義
給定集合 {\displaystyle G} ，且它配備的二元運算 {\displaystyle \circ :G\times G\to G} 滿足（其中運算結果 {\displaystyle \circ (a,\,b)} 被簡記為 {\displaystyle a\circ b} ）：
| 结合律             | 對所有 {\displaystyle g_{1},\,g_{2},\,g_{3}\in G} 有 {\displaystyle g_{1}\circ (g_{2}\circ g_{3})=(g_{1}\circ g_{2})\circ g_{3}} | 對所有 {\displaystyle g_{1},\,g_{2},\,g_{3}\in G} 有 {\displaystyle g_{1}\circ (g_{2}\circ g_{3})=(g_{1}\circ g_{2})\circ g_{3}} |
| 左单位元與左逆元素 | 存在 {\displaystyle e\in G} ，對所有 {\displaystyle g\in G} 有                                                                   | {\displaystyle e\circ g=g} |
| 左单位元與左逆元素 | 存在 {\displaystyle e\in G} ，對所有 {\displaystyle g\in G} 有                                                                   | 且存在 {\displaystyle \gamma \in G} 使得 {\displaystyle \gamma \circ g=e}                                                        |

的話，稱 {\displaystyle (G,\ \circ )} 是一個群。當其配備的二元運算 {\displaystyle \circ } 不是那麼重要時， {\displaystyle (G,\ \circ )} 也常常简记为 {\displaystyle G}。單位元常稱作幺元。
群运算的次序很重要，也就是說，等式 {\displaystyle a\circ b=b\circ a}（交换律）不一定成立。满足交换律的群称为交换群（或阿貝爾群，以尼尔斯·阿贝尔命名），不满足交换律的群称为非交换群（非阿贝尔群）。如以下面舉例一節的二面體群就不是交换群。

### 等價的定義
上面關於單位元和逆元素的部分也可以改為：
| 右单位元與右逆元素 | 存在 {\displaystyle e\in G} ，對所有 {\displaystyle g\in G} 有 | {\displaystyle g\circ e=g}                                                |
| 右单位元與右逆元素 | 存在 {\displaystyle e\in G} ，對所有 {\displaystyle g\in G} 有 | 且存在 {\displaystyle \gamma \in G} 使得 {\displaystyle g\circ \gamma =e} |

因為不管原來的淡紫色定義，還是淡黃色的替代性定義，配上結合律都會等價於以下的定義： 
| 单位元與逆元素 | 存在 {\displaystyle e\in G} ，對所有 {\displaystyle g\in G} 有 | {\displaystyle e\circ g=g\circ e=g}                                                      |
| 单位元與逆元素 | 存在 {\displaystyle e\in G} ，對所有 {\displaystyle g\in G} 有 | 且存在 {\displaystyle \gamma \in G} 使得 {\displaystyle \gamma \circ g=g\circ \gamma =e} |

若二元運算 {\displaystyle \circ :G\times G\to G} 滿足結合律，且 {\displaystyle e_{l}\in G} 對任意 {\displaystyle g\in G} 有
「{\displaystyle e_{l}\circ g=g} 」(left-1)
「存在某 {\displaystyle \gamma _{l}\in G} 使 {\displaystyle \gamma _{l}\circ g=e_{l}}」(left-2)
因為 {\displaystyle \circ } 是二元運算， {\displaystyle g\circ \gamma \in G} 。所以根據 (left-2)，存在 {\displaystyle \Gamma \in G} 滿足
{\displaystyle \Gamma \circ (g\circ \gamma _{l})=e_{l}}
這樣根據結合律和 (left-1) 與 (left-2) 有
{\displaystyle {\begin{aligned}e_{l}&=\Gamma \circ (g\circ \gamma _{l})\\&=\Gamma \circ [\,g\circ (e_{l}\circ \gamma _{l})\,]\\&=\Gamma \circ \{\,g\circ [\,(\gamma _{l}\circ g)\circ \gamma _{l}\,]\,\}\\&=\Gamma \circ \{\,g\circ [\,\gamma _{l}\circ (g\circ \gamma _{l})\,]\,\}\\&=\Gamma \circ [\,(g\circ \gamma _{l})\circ (g\circ \gamma _{l})\,]\\&=[\,\Gamma \circ (g\circ \gamma _{l})\,]\circ (g\circ \gamma _{l})\\&=e_{l}\circ (g\circ \gamma _{l})\\&=g\circ \gamma _{l}\end{aligned}}}
所以左逆元必為右逆元，這樣根據結合律有
{\displaystyle {\begin{aligned}g\circ e_{l}&=g\circ (\gamma _{l}\circ g)\\&=(g\circ \gamma _{l})\circ g\\&=e_{l}\circ g=g\end{aligned}}}
所以左單位元必為右單位元。
類似地，若二元運算 {\displaystyle \circ :G\times G\to G} 滿足結合律，且 {\displaystyle e_{r}\in G} 對所有 {\displaystyle g\in G} 有 
「 {\displaystyle g\circ e_{r}=g} 」(right-1)
「存在某 {\displaystyle \gamma _{r}\in G} ，使 {\displaystyle g\circ \gamma _{r}=e_{r}} 」(right-2)
因為 {\displaystyle \gamma _{r}\circ g\in G} ，所以根據 (right-2) 存在 {\displaystyle {\overline {\Gamma }}\in G} 滿足
{\displaystyle (\gamma _{r}\circ g)\circ {\overline {\Gamma }}=e_{r}}
所以根據結合律、(right-1) 和 (right-2) 有
{\displaystyle {\begin{aligned}e_{r}&=(\gamma _{r}\circ g)\circ {\overline {\Gamma }}\\&=[\,(\gamma _{r}\circ e_{r})\circ g\,]\circ {\overline {\Gamma }}\\&=\{\,[\,\gamma _{r}\circ (g\circ \gamma _{r})\,]\circ g\,\}\circ {\overline {\Gamma }}\\&=\{\,[\,(\gamma _{r}\circ g)\circ \gamma _{r}\,]\circ g\,\}\circ {\overline {\Gamma }}\\&=[\,(\gamma _{r}\circ g)\circ (\gamma _{r}\circ g)\,]\circ {\overline {\Gamma }}\\&=(\gamma _{r}\circ g)\circ [\,(\gamma _{r}\circ g)\circ {\overline {\Gamma }}\,]\\&=(\gamma _{r}\circ g)\circ e_{r}\\&=\gamma _{r}\circ g\end{aligned}}}
所以右逆元也為左逆元。這樣根據結合律有
{\displaystyle {\begin{aligned}e_{r}\circ g&=(g\circ \gamma _{r})\circ g\\&=g\circ (\gamma _{r}\circ g)\\&=g\circ e_{r}=g\end{aligned}}}
所以右單位元必為左單位元。
再考慮到淡藍色是要求 {\displaystyle e\in G} 同時為左右單位元且存在左右逆元，這樣就證明以上三種定義在有結合律的前提下等價。

## 舉例

### 整數加法群
整數系 {\displaystyle \mathbb {Z} } 是由所有整數所组成：
{\displaystyle \dots ,\,-4,\,-3,\,-2,\,-1,\,0,\,1,\,2,\,3,\,4,\dots }
可以看出，整数系和整数的加法是可以构成群的：
1. 對于任意兩個整數 {\displaystyle a} 和 {\displaystyle b}，它们的和 {\displaystyle a+b} 也是整數，所以整數加法的確是個二元运算，換言之，滿足封閉性。
2. 對于任意三個整數 {\displaystyle a,\,b,\,c}，有 {\displaystyle (a+b)+c=a+(b+c)}。也就是說，先把 {\displaystyle a} 加到 {\displaystyle b}，然后把它們的和加到 {\displaystyle c}，所得到的結果与把 {\displaystyle a} 加到 {\displaystyle b} 與 {\displaystyle c} 的和是相等的。
3. 對於任意整數 {\displaystyle a}，有 {\displaystyle a+0=0+a=a}。故而 {\displaystyle 0} 是整數加法的單位元。同時，對所有整數 {\displaystyle a}，均存在與之對應的另一個整數 {\displaystyle -a}，滿足 {\displaystyle a+(-a)=(-a)+a=0}，作爲 {\displaystyle a} 的逆元。

### 實數乘法群
实数集去掉 {\displaystyle 0}，即 {\displaystyle \mathbb {R} ^{\sharp }:=\mathbb {R} \backslash \{0\}}，在實數乘法下構成群，驗證如下：
1. {\displaystyle \forall a,\,b\in \mathbb {R} ^{\sharp },\,ab\in \mathbb {R} ^{\sharp }};
2. {\displaystyle \forall a,\,b,\,c\in \mathbb {R} ^{\sharp },\,(ab)c=a(bc)};
3. 對於 {\displaystyle 1\in \mathbb {R} ^{\sharp }}, {\displaystyle \forall a\in \mathbb {R} ^{\sharp },\,a1=1a=a};
4. {\displaystyle \forall a\in \mathbb {R} ^{\sharp },\,\exists a^{-1}\in \mathbb {R} ^{\sharp },\,a\left(a^{-1}\right)=\left(a^{-1}\right)a=1}.

### 二面體群
以下是正方形的 8 个旋轉和翻轉：
| {\displaystyle \operatorname {id} } (保持原樣)                                                       | {\displaystyle r_{1}} (向右旋轉 90°) | {\displaystyle r_{2}} (向右旋轉 180°) | {\displaystyle r_{3}}（向右旋轉 270°） |
| {\displaystyle f_{v}} (垂直翻轉)                                                                     | {\displaystyle f_{h}} (水平翻轉)     | {\displaystyle f_{d}} (對角翻轉)      | {\displaystyle f_{c}}（反對角翻轉）    |
| 注意顏色不同，「操作結果」才不同。數字只是去方便理解「操作過程」，數字有沒有顛倒不影響「操作結果」。 |                                      |                                       |                                        |

如果 {\displaystyle a} 和 {\displaystyle b} 是上述 8 個「操作」的其中一個，「操作的複合」 {\displaystyle a\circ b} 定義為先對正方形操作 {\displaystyle a} 之後再操作 {\displaystyle b} 。比如說，右旋 270° ( {\displaystyle r_{3}} ) 然后水平翻轉（ {\displaystyle f_{h}} ），等同於沿對角線的反射（ {\displaystyle f_{d}} ），這樣就可以表示為 {\displaystyle r_{3}\circ f_{h}=f_{d}} 。
下面的群表列出了這種「操作的複合」的所有可能結果。
| {\displaystyle \circ } | {\displaystyle \circ }              | 先操作                              | 先操作                              | 先操作                              | 先操作                              | 先操作                              | 先操作                              | 先操作                              | 先操作                              |
| {\displaystyle \circ } | {\displaystyle \circ }              | {\displaystyle \operatorname {id} } | {\displaystyle r_{1}}               | {\displaystyle r_{2}}               | {\displaystyle r_{3}}               | {\displaystyle f_{v}}               | {\displaystyle f_{h}}               | {\displaystyle f_{d}}               | {\displaystyle f_{c}}               |
| ---------------------- | ----------------------------------- | ----------------------------------- | ----------------------------------- | ----------------------------------- | ----------------------------------- | ----------------------------------- | ----------------------------------- | ----------------------------------- | ----------------------------------- |
| 後操作                 | {\displaystyle \operatorname {id} } | {\displaystyle \operatorname {id} } | {\displaystyle r_{1}}               | {\displaystyle r_{2}}               | {\displaystyle r_{3}}               | {\displaystyle f_{v}}               | {\displaystyle f_{h}}               | {\displaystyle f_{d}}               | {\displaystyle f_{c}}               |
| 後操作                 | {\displaystyle r_{1}}               | {\displaystyle r_{1}}               | {\displaystyle r_{2}}               | {\displaystyle r_{3}}               | {\displaystyle \operatorname {id} } | {\displaystyle f_{c}}               | {\displaystyle f_{d}}               | {\displaystyle f_{v}}               | {\displaystyle f_{h}}               |
| 後操作                 | {\displaystyle r_{2}}               | {\displaystyle r_{2}}               | {\displaystyle r_{3}}               | {\displaystyle \operatorname {id} } | {\displaystyle r_{1}}               | {\displaystyle f_{h}}               | {\displaystyle f_{v}}               | {\displaystyle f_{c}}               | {\displaystyle f_{d}}               |
| 後操作                 | {\displaystyle r_{3}}               | {\displaystyle r_{3}}               | {\displaystyle \operatorname {id} } | {\displaystyle r_{1}}               | {\displaystyle r_{2}}               | {\displaystyle f_{d}}               | {\displaystyle f_{c}}               | {\displaystyle f_{h}}               | {\displaystyle f_{v}}               |
| 後操作                 | {\displaystyle f_{v}}               | {\displaystyle f_{v}}               | {\displaystyle f_{d}}               | {\displaystyle f_{h}}               | {\displaystyle f_{c}}               | {\displaystyle \operatorname {id} } | {\displaystyle r_{2}}               | {\displaystyle r_{1}}               | {\displaystyle r_{3}}               |
| 後操作                 | {\displaystyle f_{h}}               | {\displaystyle f_{h}}               | {\displaystyle f_{c}}               | {\displaystyle f_{v}}               | {\displaystyle f_{d}}               | {\displaystyle r_{2}}               | {\displaystyle \operatorname {id} } | {\displaystyle r_{3}}               | {\displaystyle r_{1}}               |
| 後操作                 | {\displaystyle f_{d}}               | {\displaystyle f_{d}}               | {\displaystyle f_{h}}               | {\displaystyle f_{c}}               | {\displaystyle f_{v}}               | {\displaystyle r_{3}}               | {\displaystyle r_{1}}               | {\displaystyle \operatorname {id} } | {\displaystyle r_{2}}               |
| 後操作                 | {\displaystyle f_{c}}               | {\displaystyle f_{c}}               | {\displaystyle f_{v}}               | {\displaystyle f_{d}}               | {\displaystyle f_{h}}               | {\displaystyle r_{1}}               | {\displaystyle r_{3}}               | {\displaystyle r_{2}}               | {\displaystyle \operatorname {id} } |

如果取
{\displaystyle D_{4}=\left\{\operatorname {id} ,\,\,r_{1},\,r_{2},\,r_{3},\,f_{v},\,f_{h},\,f_{d},\,f_{c}\right\}}，
那麼根據以上的群表， {\displaystyle \circ :D_{4}\times D_{4}\to D_{4}} 的確是個二元运算，而且 {\displaystyle (D_{4},\,\circ )} 為群（其中 {\displaystyle \operatorname {id} } 符合單位元的要求），它被稱為二面體群。注意到上表蓝色的部分破壞了交換律，所以二面體群不是交换群。

## 基本性質

### 單位元的唯一性
引入以下证明：
若群 {\displaystyle \left(G,\,\circ \right)} 同時有兩個單位元 {\displaystyle e\in G} 和 {\displaystyle e^{\prime }\in G} ，那根據定義裡對單位元的定義，對於任意  {\displaystyle g\in G} 有：
{\displaystyle g=e\circ g=g\circ e}
{\displaystyle g=e^{\prime }\circ g=g\circ e^{\prime }}
這樣的話，把 {\displaystyle g} 分別代換為 {\displaystyle e^{\prime }} 和 {\displaystyle e} 就有
{\displaystyle e^{\prime }=e\circ e^{\prime }=e^{\prime }\circ e}
{\displaystyle e=e^{\prime }\circ e=e\circ e^{\prime }}
所以
{\displaystyle e^{\prime }=e}

基于以上证明，群的單位元是唯一的。所以，根據函數符號與唯一性間的關係，可以添加新的三元函數符號 {\displaystyle e_{(G,\,\circ )}} 與以下的新公理（以下的合式公式 {\displaystyle {\mathcal {B}}} 是 「{\displaystyle \circ } 是 {\displaystyle G} 上的一個二元运算，且存在 {\displaystyle \circ } 的單位元」的正式邏輯表述）
{\displaystyle [\neg {\mathcal {B}}\wedge (e_{(G,\,\circ )}=\varnothing )]\vee [{\mathcal {B}}\wedge (\forall g\in G)(e_{(G,\,\circ )}\circ g=g\circ e_{(G,\,\circ )}=g)]}
這條公理直觀上表示，只要「{\displaystyle \circ } 是 {\displaystyle G} 上的一個二元運算，且存在 {\displaystyle \circ } 的單位元」，就可以用 {\displaystyle e_{(G,\,\circ )}} 這個符號簡記 「{\displaystyle \left(G,\,\circ \right)} 上的那個唯一單位元」，否則取 {\displaystyle e_{(G,\,\circ )}} 為空集。
為了簡便起見， {\displaystyle e_{(G,\,\circ )}} 通常記為 {\displaystyle e_{G}} 甚至是 {\displaystyle e} 。

### 逆元的唯一性
在增添以上的新函數符號 {\displaystyle e_{(G,\,\circ )}} 和新公理的情況下，就可以證明逆元素的唯一性。
若群 {\displaystyle \left(G,\,\circ \right)} 的某元素 {\displaystyle g\in G} 有兩個逆元 {\displaystyle \gamma \in G} 和  {\displaystyle {\bar {\gamma }}\in G} ，那根據定義和 {\displaystyle e_{(G,\,\circ )}} 的新公理有
{\displaystyle e_{G}=g\circ \gamma =\gamma \circ g}
{\displaystyle e_{G}=g\circ \gamma ^{\prime }=\gamma ^{\prime }\circ g}
那這樣的話，依據定義裡的结合律和 {\displaystyle e_{(G,\,\circ )}} 的新公理有
{\displaystyle {\begin{aligned}{\bar {\gamma }}&={\bar {\gamma }}\circ e_{G}\\&={\bar {\gamma }}\circ (g\circ \gamma )\\&=({\bar {\gamma }}\circ g)\circ \gamma \\&=e_{G}\circ \gamma \\&=\gamma \end{aligned}}}
所以任意 {\displaystyle g\in G} 只有一個逆元。這樣根據函數符號與唯一性間的關係，可以添加一個三元函數符號 {\displaystyle {g^{-1}}_{(G,\,\circ )}} 與以下的新公理（以下的合式公式 {\displaystyle {\mathcal {D}}} 是 「 {\displaystyle \left(G,\,\circ \right)} 為一群，且 {\displaystyle g\in G} 」的正式邏輯表述）
{\displaystyle [\neg {\mathcal {D}}\wedge ({g^{-1}}_{(G,\,\circ )}=\varnothing )]\vee [{\mathcal {D}}\wedge ({g^{-1}}_{(G,\,\circ )}\circ g={g^{-1}}_{(G,\,\circ )}\circ g=e_{G})]}
這條公理直觀上表示，只要「{\displaystyle \left(G,\,\circ \right)} 為一群，且 {\displaystyle g\in G}」，就可以用 {\displaystyle {g^{-1}}_{(G,\,\circ )}} 簡記 「{\displaystyle g} 在 {\displaystyle \left(G,\,\circ \right)} 上對應的那個唯一逆元素」，否則取 {\displaystyle {g^{-1}}_{(G,\,\circ )}} 為空集。
簡便起見， {\displaystyle {g^{-1}}_{(G,\,\circ )}} 通常記為 {\displaystyle g^{-1}}。

### 群的冪
若 {\displaystyle \left(G,\,\circ \right)} 為一群，可以仿造整数指數，對任意 {\displaystyle g\in G} 作如下關於符號簡寫的递归定义
{\displaystyle g^{0}:=e} （單位元視為 {\displaystyle 0} 次方）
{\displaystyle g^{1}:=g}
對所有的整数 {\displaystyle n\in \mathbb {Z} } ， {\displaystyle g^{n+1}:=g^{n}\circ g}
對所有的整数 {\displaystyle n\in \mathbb {Z} } ， {\displaystyle g^{n-1}:=g^{n}\circ g^{-1}}

### 除法與減法
有時，某個群的運算可以跟直觀上的加法聯想在一起，這個運算也可以改記為「 {\displaystyle +} 」或「 {\displaystyle \oplus } 」，這時也會把 {\displaystyle f+g^{-1}} 改記為 {\displaystyle f-g} 或 {\displaystyle f\ominus g} ，這時會暱稱 {\displaystyle f-g} 為減法。更有甚者，{\displaystyle g^{-1}} 會被記為 {\displaystyle -g} 。
類似的，如果群的運算可以跟直觀上的乘法聯想在一起而改記為「 {\displaystyle \times } 」或「 {\displaystyle \otimes } 」，這時會把 {\displaystyle f\times g^{-1}} 改記為 {\displaystyle f\div g} 或 {\displaystyle {\frac {f}{g}}} ，並暱稱為除法；更有甚者，{\displaystyle g^{-1}} 會被記為 {\displaystyle {\frac {1}{g}}}  。
注意以上都是為了直觀理解方便所規定的簡寫，並不是斷定群的運算必然跟一般实数的加減乘除一模一樣。

## 群論術語
本章節羅列一些群論涉及到的概念，其并非群本身的固有性質，但其與群的應用息息相關。本章節使用了數學符號如 {\displaystyle X=\{x,\,y,\,z\}} 以示集合 {\displaystyle X} 包含元素 {\displaystyle x,\,y} 和 {\displaystyle z}，或以 {\displaystyle x\in X} 表記 {\displaystyle x} 是 {\displaystyle X} 的一個元素，而記號 {\displaystyle f\colon ,\,X\to Y} 意指 {\displaystyle f} 為將 {\displaystyle X} 的所有元各自唯一指定到 {\displaystyle Y} 的某個元的函數。
要超越上述純粹符號操作水平去理解群，必須采用更加結構性的概念。[c]有一個概念性原理位于所有下列概念的底層：要发挥群提供的結構（而無結構的集合就沒有）的优势，與群有關的構造必須与群運算兼容。下列概念中以各種方式表现了這種兼容性。例如，群可以通過叫做群同態的函數相互關聯。根據上述這個原理，要求它們以精確的意义照顧到群結構。群的結構還可以通過把它們分解成子群和商群來理解。“保持結構”的原理是在數學中反復出現的一個主題，它是靠範疇來工作的一個實例，在這裡的情況下靠群范疇。

### 群同態
群同态[g]是保持群結構的映射。稱兩群之間的映射 {\displaystyle \varphi \colon \,G\to H} 為群同態，當且僅當
{\displaystyle \varphi (a\circ _{G}b)=\varphi (a)\circ _{H}\varphi (b)}
對 {\displaystyle G} 的所有元 {\displaystyle a,\,b} 均成立。上式同樣蘊含了 {\displaystyle \varphi (e_{G})=e_{H}} 與 {\displaystyle \forall a\in G,\,\varphi (a^{-1})=\left[\varphi (a)\right]^{-1}}。因此說：群同態保持了群的所有結構。
兩群 {\displaystyle G,\,H} 被稱作同構的，當且僅當存在群同態 {\displaystyle \rho \colon \,G\to H,\,\sigma \colon \,H\to G}，使得 {\displaystyle \rho \sigma =\operatorname {id} _{G},\,\sigma \rho =\operatorname {id} _{H}}，也就是説，其複合分別得到了 {\displaystyle G} 和 {\displaystyle H} 上的恆等變換，此時也記 {\displaystyle \sigma =\varphi ^{-1}}。從抽象的觀點來看，同構的一類群携帶了完全相同的信息，或者說，在「模去」群結構以外的性質后，所有同構的群可以視作唯一的單個對象。例如，對群 {\displaystyle G} 中的某個元 {\displaystyle a} 已經證實了 {\displaystyle aa=e_{G}}，如果另一群 {\displaystyle H} 由映射 {\displaystyle \varphi } 同構于該群，則相當於證明了 {\displaystyle \varphi (a)\varphi (a)=\varphi (e_{G})=e_{H}}。
此外，一個群可以擁有非恆等變換的自同態或自同构，如果以映射為元，映射复合為群乘法，則任意群 {\displaystyle G} 擁有其自同態群和自同構群，分別記作 {\displaystyle \operatorname {End} G} 和 {\displaystyle \operatorname {Aut} G}。

### 子群
非正式地說，子群是包含在更大的群内的一個群。
具體而論，對群 {\displaystyle G} 與其子集 {\displaystyle H\subseteq G}，如果 {\displaystyle H} 對 {\displaystyle G} 的群乘法 {\displaystyle \circ _{G}} 和幺元 {\displaystyle e_{G}\in H} 亦構成群，則稱 {\displaystyle H} 為 {\displaystyle G} 的一個子群，常記之為 {\displaystyle H\leq G}。
可以證明，可通過以下判據校驗群 {\displaystyle G} 的子集 {\displaystyle H} 是否爲其子群：{\displaystyle H\leq G\Leftrightarrow \forall g,\,h\in H,\,g^{-1}h\in H}。
前文所述的例子中，幺元與旋轉構成其一個子群 {\displaystyle R=\left\{\operatorname {id} ,\,r_{1},\,r_{2},\,r_{3}\right\}}，在上面的表格中突出為紅色：任意兩個旋轉，其複合仍爲旋轉，且任意旋轉可被一個相反方向上的旋轉所抵消。
了解子群族對于作為一個整體來理解群是重要的。[d]
給定群 {\displaystyle G} 的任意子集 {\displaystyle S\subseteq G}，稱由 {\displaystyle S} 生成的子群為 {\displaystyle \langle S\rangle =\left\{e,s_{1}s_{2}\cdots s_{n}\colon \,\forall i,\,s_{i}\in S\cup S^{-1}\right\}}，其中 {\displaystyle S^{-1}:=\left\{s^{-1}\colon \,s\in S\right\}}。這是包含 {\displaystyle S} 的 {\displaystyle G} 的最小子群，由 {\displaystyle S} 本身的元素與其逆元的所有可能的有限乘積組成。
同樣在前文所述的二面體群中存在例子：由 {\displaystyle \left\{r_{2},\,f_{v}\right\}} 生成的子群為 {\displaystyle \left\{\operatorname {id} ,\,r_{2},\,f_{v},\,f_{h}=f_{v}r_{2}\right\}}。這一集合的確構成群，驗證時需要注意，在該群内有 {\displaystyle \forall a,a^{2}=\operatorname {id} }，這也意味著所有元都是自身的逆元，也就是説該群的方次數為 2，關於這一性質，見後文所述之階。

### 陪集
在很多情況下，需要認為兩個元是等同的，如果它們只相差一個给定子群中的元素。例如，在上述 {\displaystyle D_{4}} 中，一旦進行了翻轉，再只进行旋轉而不再进行翻轉，正方形就永遠不能回到 {\displaystyle r_{2}} 的构型，此時可以認爲，旋轉運算對于是否已經進行了翻轉的問題是無關緊要的。陪集可用來把這種现象形式化：子群 {\displaystyle H} 定義了左陪集和右陪集，它們可以認為是把 {\displaystyle H} 平移了一个任意群元素 {\displaystyle g}。用符號表示，{\displaystyle H} 的包含 {\displaystyle g} 的左和右陪集分別構成集合
{\displaystyle G/H=\left\{xH\colon \,x\in G\right\}} 與 {\displaystyle H\backslash G=\left\{Hx\colon \,x\in G\right\}}，
其中
左陪集 {\displaystyle gH=\left\{gh\colon \,h\in H\right\}}，右陪集 {\displaystyle Hg=\left\{hg\colon \,h\in H\right\}}。
同時也可以定義雙陪集為
{\displaystyle H\backslash G/K=\left\{HxK\colon \,x\in G,\,HxK=\left\{hxk\colon \,h\in H,\,k\in K\right\}\right\}}，
顯然，左右陪集為雙陪集之特例，取某一側子群為 {\displaystyle \{e\}} 即可。
任何子群 {\displaystyle H} 的陪集形成了 {\displaystyle G} 的一个劃分，換言之，
1. 對任兩個陪集 {\displaystyle HxK,\,HyK}，{\displaystyle HxK\cap HyK\neq \varnothing \Leftrightarrow HxK=HyK}，且
2. 取陪集所有元作無交并有 {\displaystyle G=\bigsqcup _{x}HxK}，其中每個 {\displaystyle x} 作爲每個陪集之代表元被選取。

設有 {\displaystyle HxK\cap HyK\neq \varnothing }，倘 {\displaystyle hxk=h'xk'}，則 {\displaystyle x:=h^{-1}h'yk'k^{-1}\in HyK}，即 {\displaystyle HxK\subset HHyKK=HyK}；同理 {\displaystyle HyK\subset HxK}。故而矛盾，第一句命題得證。
第二句命題是顯然的，不過須要注意到，代表元的選取依賴於選擇公理。

考慮左右陪集。{\displaystyle H} 的左和右陪集可以相等也可以不相等。如果它們相等，就是說對于所有 {\displaystyle G} 中的 {\displaystyle g} 有 {\displaystyle gH=Hg}，則 {\displaystyle H} 被稱為正規子群。
在前面介绍的對稱群 {\displaystyle D_{4}} 中，由旋轉構成的子群 {\displaystyle R} 的左陪集 {\displaystyle gR}
1. 要么等于 {\displaystyle R}，如果 {\displaystyle g\in R} ；
2. 要么等于 {\displaystyle U=f_{v}R=\left\{f_{v},\,f_{d},\,f_{h},\,f_{c}\right\}}（用綠色突出）。

此處的子群 {\displaystyle R} 還是對 {\displaystyle D_{4}} 正規的，因為有 {\displaystyle f_{v}R=U=Rf_{v}}，且對于任何 {\displaystyle f_{v}} 以外的元素也類似。

### 商群
有时，在由陪集形成的集合上可以赋予一个满足群公理的运算，使之成为商群或因子群。这仅在子群正规时可行。給定任何對 {\displaystyle G} 正規的子群 {\displaystyle N}，定義由 {\displaystyle N} 決定的商群為
{\displaystyle (G/N,\,\circ )}，其中 {\displaystyle \circ \colon \,(xN,\,yN)\mapsto xyN}。
這個定義是由關聯任何元素 {\displaystyle g} 到它的陪集 {\displaystyle gN} 的映射 {\displaystyle G\to G/N} 是群同態的想法（自身是上面提出的一般結構性考慮的一個實例）所激發的，或者是叫做泛性質的一般抽象考慮。陪集 {\displaystyle eN=N}充當了這個群的單位元，在商群中 {\displaystyle gN} 的逆元是 {\displaystyle (gN)^{-1}=g^{-1}N}。[e]
| {\displaystyle \cdot }               | {\displaystyle R} | {\displaystyle U} |
| ------------------------------------ | ----------------- | ----------------- |
| {\displaystyle R}                    | {\displaystyle R} | {\displaystyle U} |
| {\displaystyle U}                    | {\displaystyle U} | {\displaystyle R} |
| 商群 {\displaystyle D_{4}R} 的群表。 |                   |                   |

商群 {\displaystyle D_{4}/R} 的元素是代表單位元的 {\displaystyle R} 自身和 {\displaystyle U=f_{v}R}。商群上的群運算如右側所示。例如，{\displaystyle UU=(f_{v}R)(f_{v}R)=(f_{v}f_{v})R=R}。子群 {\displaystyle R=\left\{\operatorname {id} ,\,r_{1},\,r_{2},\,r_{3}\right\}} 與其構造的商群 {\displaystyle D_{4}/R} 均交換，而 {\displaystyle D_{4}} 本身并不交換。通過较小的群构造较大的群，例如從子群 {\displaystyle R} 和商群 {\displaystyle D_{4}/R} 构造 {\displaystyle D_{4}}，被抽象為叫做半直積的概念。
商群和子群一起形成了用它的展示描述所有群的一種方法：任何群都是這個群的生成元上的自由群模以“關係”子群得到的商群。例如，二面體群 {\displaystyle D_{4}} 可以由兩個元素 {\displaystyle r} 和 {\displaystyle f} 生成（比如 {\displaystyle r=r_{1}} 右旋，和 {\displaystyle f=f_{\mathrm {v} }}  垂直，或任何其他翻轉），這意味著正方形的所有對稱變換都是這兩個對稱或它們的逆元的有限復合。与
{\displaystyle r^{4}=f^{2}=(rf)^{2}=1}
關係在一起，這個群就完全描述出來了。群的表示還可以被用來構造凱萊圖，它是一种利用图形来辅助理解离散群的工具。
此外，子群與商群以下列方式聯係起來：{\displaystyle G} 之子集 {\displaystyle H} 可視作由單射 {\displaystyle H\rightarrowtail G} 構造，而 {\displaystyle G} 對正規子群 {\displaystyle N} 之商群 {\displaystyle G/N}，則由一個滿射，即典範同態 {\displaystyle \pi \colon G\twoheadrightarrow G/N} 匯出。[y]需要指出，一般意義上的同態既不一定單，亦不一定滿。

### 共軛
如果同一個群中的兩個元素p 和q 滿足關係：p = x−1qx，其中x 也是同一個群中的元素，則稱元素p 和q 共軛。共軛关系是一个等价关系，即它满足三个性质：共軛是自反的、对称的和傳遞的。
在群中可以找到一個集合，這個集合中每一個元素都相互共軛，而在這個集合以外群的其他部分已經沒有任何元素與他們具有共軛關係了。稱这种集合為群中的一個共軛類。同一個群的兩個類之間一定沒有共同的元素。群中一個元素一定屬於且僅屬於一個類。如果群中沒有元素與該元素共軛，則該元素自成一類。

### 階
群中元素個數稱為群G的階，記為|G|
子群的階能整除這個群的階

## 應用
群的例子和應用大量存在。起點是上面介紹過的整數的群 Z 帶有加法作為群運算。如果把加法替代為乘法，就得到了乘法群。這些群是抽象代數中重要概念的前身。
群應用於很多數學領域中。數學物件的性质經常是通過将群關聯与数学对象关联，并研究相應的群的性質来研究的。例如，儒勒·昂利·庞加莱通過引入基本群創立了現在所謂的代數拓撲。通過這種連接方式，拓撲性質比如臨近和連續轉換成了群的性質。[i]例如，右側的圖像描繪了平面減去一個點的基本群的元素。這個群的元素給出為在這個區域內的環路。藍色環路被認為是零同倫（因此是無關緊要的），因為它可以收縮為一個點。圓孔的存在防止了橙色環路被收縮。橙色環路（或任何環繞這個圓孔一次的其他環路）所生成的，去掉了一個點的平面的基本群是無限循環群。基本群以這種方式探測到了這個圓孔。
在更新近的應用中，影響已經被倒轉過來，由群論背景來激發幾何結構了。[j]在類似的脈絡下，幾何群論采用了幾何概念，比如在雙曲群的研究中。其他一些大量应用群论的数学分支包括代數幾何和數論。例如，典型群和皮卡德群在代数几何上有重要应用；參見
除了上述理論應用之外，還存在很多群的實踐應用。密碼學依賴於抽象群論方式和從計算群論中特別是實現于有限群上的時候所得到的算法知識的結合。群論的應用不限於數學；科學如物理、化學和計算機科學都受益於這個概念。

### 數
很多數系統，比如整數和有理數享有自然給予的群結構。在某些情況下比如對于有理數，加法和乘法運算二者都引發群結構。這種系統是叫做環和的更一般的代數結構的前身。

#### 整數
整數Z在加法下的群记為（Z, +），它在上面已經描述了。整數帶有用乘法替代加法的運算，(Z, ·)不形成群。閉合、結合律和單位元公理滿足，但逆元不存在：例如，a = 2是整數，但方程a·b = 1的唯一解在這種情況下是b = 1/2，它是有理數而非整數。因此不是所有Z的元素都有（乘法）逆元。[k]

#### 有理數
對乘法逆元存在的要求建议了考慮分式
{\displaystyle {\frac {a}{b}}}。
整數的分式（要求b非零）叫做有理數。[l]所有這種分數的集合通常記為Q。對于有理數帶有乘法(Q,·),成為群仍有一個小障礙：因為有理數0沒有乘法逆元（就是說沒有x使得x·0 = 1），(Q, ·)仍然不是群。
但是，所有非零有理數的集合Q\{0} = {q ∈ Q, q ≠ 0}形成一個在乘法下的阿貝爾群，記為(Q\{0},·)。[m]結合律和單位元公理從整數的性質中得出。閉合要求在去掉零之后仍成立，因為任何兩個非零有理數的乘積永遠不是零。最后，a/b的逆元是b/a，所以逆元公理也滿足。
有理數（包括0）在加法下也形成群。同時帶有加法和乘法運算產生更復雜的結構叫做環—如果同时除法总是可能的話（如在Q中）就是域，它在抽象代數中占據中心位置。群論理論因此位于這些實體的理論的底層部分。[n]

#### 非零整數模以素數
對于任何素數p，模算術提供了整數模以p的乘法群。群的元素是不能被p整除的整數模p的同余类，就是說兩個數被認為是等價的如果它們的差被p整除。例如，如果p = 5，則精確地有四個群元素1, 2, 3, 4:排除了5的倍數而6和−4都等價于1。群運算給出為乘法。因此4·4 = 1，因為通常意义下的乘積16等價於1,而5整除16 − 1 = 15。以上事实記為
16 ≡ 1（mod 5）。
p的首要作用是確保了兩個都不被p整除的整數的乘積也不被p整除，因此指示的同馀類的集合在乘法下閉合。[o]單位元如平常的乘法群一樣是1，而結合律可以從整數的相應性質得出。最后，逆元公理要求給定不整除于p的整數a，存在一個整數b使得
a · b ≡ 1（mod p），就是說p整除a·b − 1的差。
逆元b可以使用貝祖等式和最大公約數gcd(a, p)等于1的事實找到。在上述p = 5的情況下，4的逆元是4，3的逆元是2，因為3·2 = 6 ≡ 1 (mod 5)。所有的群公理都滿足。實際上，這個例子類似于上述（Q\{0},·），因為它是在有限域Fp中非零元素的乘法群，記為Fp×。這些群對于公开密钥加密是至關重要的。[p]

### 循環群

單位一的六次複數根形成一個循環群。z是本原元而z^{2}不是，因為z的奇數冪不是z^{2}的冪。

循環群是其所有元素都是特定元素a的冪的群（在群運算被寫為加法的時候使用術語倍數）。在乘法符號下，群的元素是：
..., a−3, a−2, a−1, a0 = e, a, a2, a3, ...,
這裡的a2意味著a·a，而a−3表示a−1·a−1·a−1=(a·a·a)−1等等。[h]這個元素a叫做這個群的生成元或本原元。
這類群的典型例子是單位一的n次複數根，由滿足zn = 1的複數z给出，其運算為乘法。任何有n個元素的循環群同構於這個群。使用某些域論，群Fp×可以被證明為是循環群：對于p = 5, 3是生成元因為31 = 3, 32 = 9 ≡ 4, 33 ≡ 2,而34 ≡ 1。無限循環群同構於（Z, +），它是前面介紹的整數在加法下的群。因為這兩個原型都是阿貝爾群，所以任何循環群都是。
阿貝爾群包括有限生成阿貝爾群的基本定理的研究是非常成熟的；對這個事態的反映是很多有關群論的概念，比如中心和交換子，描述了一個給定群不是阿貝爾群的程度。

### 對稱群
對稱群是由給定數學對象的對稱組成的群，對稱源于它們的幾何本性（比如前面介紹的正方形的對稱群）或源于代數本性（比如多項式方程和它们的解）。概念上說，群論可以被認為是對稱性的研究。[t] 數學中的對稱性極大的簡化了幾何或分析對象的研究。群被稱為作用於另一個數學對象X上，如果所有群元素進行某個在X上的運算兼容於群定律。在下面最右側例子中，7階的（2,3,7）三角群的一個元素通過置換突出的彎曲的三角形作用在鑲嵌上（其他的元素也是）。通過群作用，群模式被連接到了所作用到的對象的結構上。

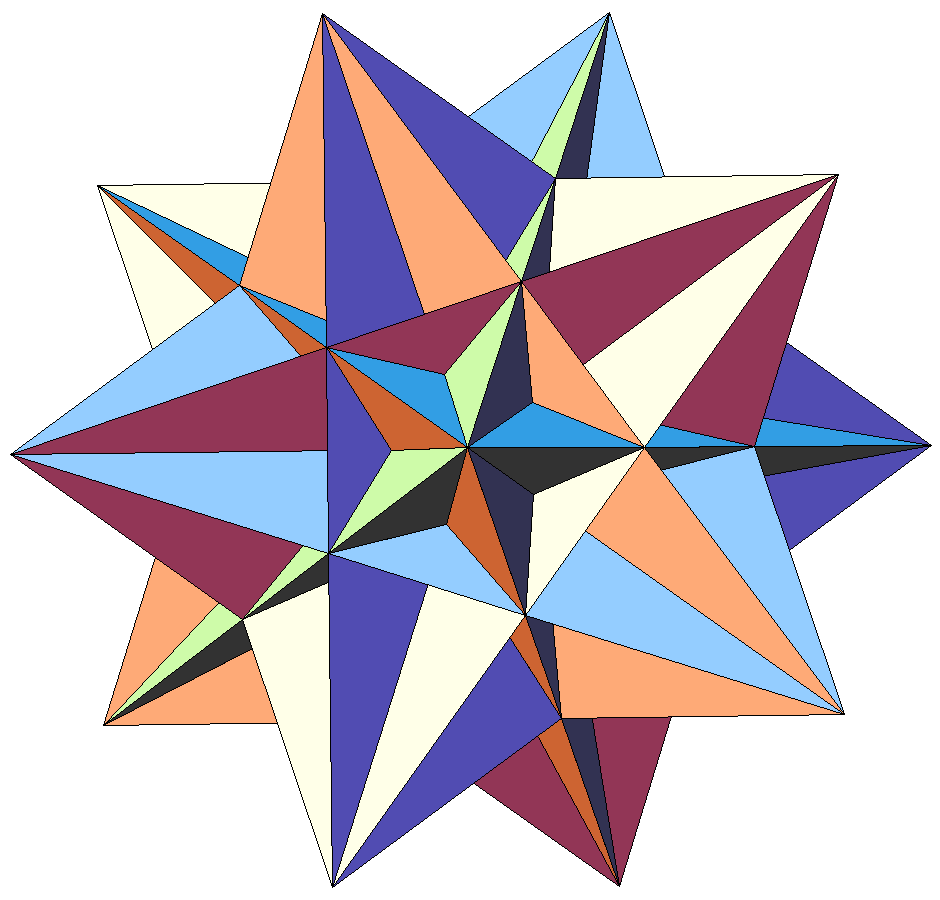
旋轉和翻轉形成一個大二十面體的對稱群。

在化學領域中，比如晶體學、空間群和點群描述分子對稱性和晶體對稱性。這些對稱性位于這些系統的化學和物理表現的底層，而群論使簡化對這些性質的量子力學分析成为可能。例如，群論被用來證實在特定量子級別間不出現光學躍遷簡單的因為涉及到了狀態的對稱性。
群不只對評定在分子中蘊含的對稱性有用，而且令人驚奇的它們還可以預測出分子的對稱性有时候可以改变。姜-泰勒效应是高對稱的分子的變形，此時，在通過分子的對稱運算相互關聯的一組可能基態中，该分子将采纳一個特定的低對稱的基態。
同樣的，群論還可以幫助預測在物質經歷相變的時候出現的物理性質的變更，比如晶體形式從立方體變為四面體。一個例子是鐵電物質，這裡從順電到鐵電狀態的變更出現在居里溫度時，與從高對稱順電狀態到低對稱鐵電狀態的變更有關，并伴隨著所謂的軟聲子模式，它是在變化時轉到零頻率的振動晶格模式。
這種自發對稱性破缺在基本粒子物理中找到了進一步應用，這裡它的出現与戈德斯通玻色子的出現有关。
|                            |                                                    |                              |                                                                                              |                                                       |
| 富勒烯展现了二十面體對稱。 | 氨NH3。它的對稱群是6階的，用120°旋轉和反射生成的。 | 立方烷C8H8刻畫了八面體對稱。 | 六水合銅（II）配合物[Cu(OH2)6]2+。相較于完美的對稱形狀，分子垂直膨脹大約22%（姜-泰勒效应）。 | （2,3,7）三角群是雙曲群，它作用在這個雙曲面的鑲嵌上。 |

有限對稱群比如马蒂厄群被用于編碼理論中，它又用于傳輸數據的糾錯和CD播放器中。另一個應用是微分伽羅瓦理論，它刻畫有已知形式的不定積分的函數，給出何時特定微分方程的解有良好表現的群論判定標準。[u]在群作用下保持穩定的幾何性質在幾何不變量理論中研究。

### 一般線性群和表示理論

兩個向量（左側展示），和它們乘以矩陣之后（中間和右側展示）。中間的表示了順時針旋轉90°，而右側的再按因子2伸縮了x坐標。

矩陣群由矩陣加上矩陣乘法一起構成。一般線性群GL(n, R)由所有可逆的n乘n的帶有實數元素的矩陣構成。它的子群被稱為矩陣群或線性群。上面提及的二面體群例子可以被看作（非常小的）矩陣群。另一個重要矩陣群是特殊正交群SO(n)。它描述了n維的所有可能旋轉。通過歐拉角，旋轉矩陣被用于計算機圖形學中。
表示理論是對群概念的應用并且對深入理解群是很重要的。它通過群作用於其他空間來研究群。一類廣泛的群表示是線性表示，就是說群作用在線性空間中，比如三維歐幾里得空間R3。G在n-維實向量空間上的表示簡單的是從群到一般線性群的群同態
ρ: G → GL(n, R)。
以這種方式，抽象給出的群運算被轉換成用明確的計算可觸及到的矩陣乘法。[w]
給定一個群作用，這給出了研究所作用的對象的進一步方法。[x]在另一方面，它還產生了關于群的信息。群表示是在有限群、李群、代數群和拓撲群特別是（局部）緊群理論中的起組織作用的原則。

### 伽羅瓦群
伽羅瓦群是通过对求解多項式方程的过程中涉及到的对称性的研究而被发展起来的。例如，二次方程ax2 + bx + c = 0的解給出為
{\displaystyle x={\frac {-b\pm {\sqrt {b^{2}-4ac}}}{2a}}}。
對換表達式中的"+"和"−"，也就是置換方程的兩個解可以被看作（非常簡單的）群運算。類似的公式對於三次方程和四次方程也有，但是對於五次方程和更高次的方程就不普遍性的存在。与多項式相关联的伽羅瓦群的抽象性質（特別是它們的可解性）給出了那些多項式的所有解都可用根式表達的判定標準，就是說這些解可以類似上面公式那樣只使用加法、乘法和方根來表達。
這個問題可以使用域論來處理：考慮一個多項式的分裂域就把問題轉移到了域論的領域中了。現代伽羅瓦理論把上述類型的伽羅瓦群推廣到了域擴張，并通過伽羅瓦理論基本定理建立了在體和群之間的嚴格關聯，再次凸顯了群在數學中無所不在。

## 有限群
一個群被稱為有限群，如果它有有限個元素。元素的數目叫做群G的階。一類重要的有限群是n次对称群SN，它是N個字母的置換的群。例如，在3個字母上的n次对称群S3是由三個字母ABC的所有可能置換構成的群，就是說它包含元素ABC, ACB, ...,直到CBA，總共有6（或3的階乘）個元素。這類群是基礎性的，因為任何有限群都可以表達為n次对称群SN在適合的整數N下的子群（凱萊定理）。相似於上述正方形的對稱的群，S3還可以解釋為等邊三角形的對稱的群。
在群G中的一個元素a的階是最小的使得an = e的正整數n，這裡的  an表示{\displaystyle \underbrace {a\cdot \ldots \cdot a} _{n}}，就是應用運算·於a的n個復本上。（如果·代表乘法則an對應於a的n次冪）。在無限群中，這個n可能不存在，在這種情況下a的階被稱為無限的。一個元素的階等于這個元素生成的循環子群的階。
更復雜的計數技術例如計數陪集，產生關于有限群的更精確陳述：拉格朗日定理聲稱有限群G的任何有限子群H的階整除G的階。西羅定理證明了它的部分逆命題。
上面討論的二面體群是8階有限群。r1的階為4，這是它生成的子群R（見上）的階。反射元素fv等的階是2。如拉格朗日定理所述這兩個階都整除8。上面的群Fp×有階p − 1。

### 有限单群分类
数学家们常常为寻求一种数学对象的完备的分类（或列表）而努力。并且这种分类是十分有用的: 如果有限群有一个完备的列表, 假设我们需要证明定理P时, 如果可以一步一步证明定理对列表中给出的群成立, 那我们即可证明定理P在有限群的领域内成立。这个目标迅速引出了一系列困难而意义深远的数学问题。

根据拉格朗日定理，p阶有限群（p为素数）必定是循环（阿贝尔群）群Zp。

p2阶群也被证明是阿贝尔群。但这一命题并不能推广到p3阶群，如上面的非阿贝尔群——8阶二面体群 {\displaystyle \mathrm {D} _{4}} 所示，其中 8 = 23。可以利用计算机代数系统来给较小的群列表，但没有对一切有限群的分类。[q] 一个中间步骤是有限单群分类。[r]如果一个非平凡群仅有的正规子群是平凡群和它自身，那么这个群叫做一个单群或简单群。[s]合成列说明单群可以作为建构有限群的“砖块”。 有限单群分类是当代群论的一个主要成就。1998年的菲尔兹奖得主理查德·博赫兹成功地证明了怪兽月光理论。该猜想指出了有限单群中分类中的最大的散在群——“怪兽群”与一种来自经典复分析和弦理论（一种被认为统一了对许多物理学现象的描述的理论）的对象模函数之间的惊人而深刻的联系。

## 帶有額外結構的群
很多群同時是群和其他數學結構的例子。用范疇論的語言來說，它們是在范疇中的“群”物件，這意味著它們是帶著模仿群公理的（叫做態射的）變換的對象（可以是其他代数/数学結構）。例如，所有群（如上面定義的）也是一個集合，所以群是在集合范疇中的群物件。

### 拓撲群

在複平面中的單位圓在複數乘法下是李群，所以是拓撲群。它是拓撲的因為複數乘法和除法是連續的。它是流形并因此是李群，因為所有小段比如在圖中的紅色圓弧，看起來像（顯示在底下的）實數線的一部分。

某些拓撲空間可以配備上群结构。為了讓群公理與拓撲交織良好，群運算必須是連續函數，就是說如果g和h只變化很小，那么g·h,和g−1必須變化不大。這種群叫做拓撲群，并且它們是在拓撲空間范疇內的群對象。最基本的例子是實數R在加法之下(R\{0},·)，任何其他拓撲比如複數或p進數也是類似。所有這些群都是局部緊拓撲群，所以它們有哈尔测度并可以通過調和分析來研究。前者提供了不變積分的抽象形式化。以實數情況为例，不变性意味着有：
{\displaystyle \int f(x)\,dx=\int f(x+c)\,dx}
對於任何常數c成立。在這些體上的矩陣群也属于这种结构下，賦值向量環和賦值向量代數群也是如此，它們對數論是基礎性的。無限域擴張的伽羅瓦群比如絕對伽羅瓦群也可以配備上拓撲，叫做Krull拓撲，它又是推廣上面概述的體和群的連接到無限域擴張的中心概念。適應代數幾何需要的這個想法的高級推廣是étale基本群。

### 李群
李群（为纪念索菲斯·李而命名）是具有流形結構的群，就是說它們是局部上看起來像某個適當維度的歐幾里得空間的空間。這裡，作为額外結構的流形結構也必須是兼容的，就是說對應於乘法和求逆的映射必須是光滑的。
標準例子是上面介紹的一般線性群：它是所有{\displaystyle n\times n}矩陣的空間的開子集，因為它由不等式
det (A) ≠ 0，
給出。這裡的A指示{\displaystyle n\times n}矩陣。
李群在物理中是基礎性的：诺特定理把連續對稱与守恒定律关联起来。在空間和時間中旋轉和平移不变性是力學定律的基本對稱。它們可以被用來構造簡單的模型——比如在一種狀況下實施軸對稱常常會導致在解用來提供物理描述的方程上的重大簡化。[v]另一個例子是勞侖茲變換，它有關於兩個相互運動的觀察者的時間和速度的測量。它們可以用純群論方式推演，通過把變換表達為闵可夫斯基時空的旋轉對稱。在忽略萬有引力的情況下，后者充當了狹義相對論的時空模型。闵可夫斯基時空的完全對稱群，就是說包括了平移，叫做庞加莱群。通過上述联系，它在狹義相對論中扮演了關鍵角色，并隐含地用于量子場論。 隨位置變化的對稱与規范場論一起构成现代物理对相互作用的描述的中心。

## 推廣
在抽象代數中，通過放松定義群的某個公理可定義出更多的一般結構。例如，如果省略所有元素都逆元的要求，結果的代數結構就叫做幺半群。自然數集N（包括0）在加法下形成了幺半群，還有非零整數在乘法下(Z\{0},·)也是。有一種一般方法用來向任何（阿貝爾的）幺半群正式的增加元素的逆元，非常類似于從(Z\{0},·)得出(Q\{0},·)的方式，這叫做格罗滕迪克群。广群非常類似于群，除了復合a · b不必須在所有的a和b上有定義之外。它們由更加復雜形式的對稱的研究所引發，常見于拓撲和分析結構比如基本广群中。表格給出一些推廣群的結構。

### 引文
1. ↑  Herstein 1975, §2, p. 26
2. ↑  Hall 1967, §1.1, p. 1:“群的想法遍布在包括純數學和應用數學二者的整個數學中。”
3. ↑  Wussing 2007
4. ↑  Kleiner 1986
5. ↑  Smith 1906
6. ↑  Galois 1908
7. ↑  Kleiner 1986, p. 202
8. ↑  Cayley 1889
9. ↑  Wussing 2007, §III.2
10. ↑  Lie 1973
11. ↑  Kleiner 1986, p. 204
12. ↑  Wussing 2007, §I.3.4
13. ↑  Jordan 1870
14. ↑  von Dyck 1882
15. ↑  Curtis 2003
16. ↑  Mackey 1976
17. ↑  Borel 2001
18. ↑  Aschbacher 2004
19. ↑  Herstein 1975, §2.1, p. 27
20. ↑  Lang 2005, App. 2, p. 360
21. 1 2  Mac Lane 1998
22. ↑  Lang 2005, §II.3, p. 34
23. ↑  Lang 2005, §II.1, p. 19
24. ↑  Ledermann 1973, §II.12, p. 39
25. ↑  Lang 2005, §II.4, p. 41
26. ↑  Lang 2002, §I.2, p. 9
27. ↑  韩士安,林磊. . 北京: 科学出版社. 2009: 8. ISBN 9787030250612.
28. ↑  [美] 约翰·德比希尔. . 人民邮电出版社. ISBN 9787115225375 （简体中文）. 关于群结构的第一个伟大定理是拉格朗日定理：子群的阶整除这个群的阶。整除的商被称为这个子群的指数。根据拉格朗日定理，分数指数不会出现。我们可以在 6 阶群中找到阶为 2 或 3（指数分别为 3 或 2）的子群，但是我们永远不可能在其中找到阶为 4 或 5 的子群，因为 6 不能被 4 或 5 整除。
29. ↑  Hatcher 2002, Chapter I, p. 30
30. ↑  Coornaert, Delzant & Papadopoulos 1990
31. ↑  Neukirch 1999，特別是§§I.12和I.13
32. ↑  Seress 1997
33. ↑  Lang 2005, Chapter VII
34. ↑  Rosen 2000, p. 54 (Theorem 2.1)
35. ↑  Lang 2005, §VIII.1, p. 292
36. ↑  Lang 2005, §II.1, p. 22
37. ↑  Lang 2005, §II.2, p. 26
38. ↑  Lang 2005, §II.1, p. 22 (example 11)
39. ↑  Lang 2002, §I.5, p. 26, 29
40. ↑  Weyl 1952
41. ↑  Conway, Delgado Friedrichs & Huson et al. 2001.另见Bishop 1993
42. ↑  Bersuker, Isaac, , Cambridge University Press: 2, 2006, ISBN 0521822122
43. ↑  Jahn & Teller 1937
44. ↑  Dove, Martin T, , Oxford University Press: 265, 2003, ISBN 0198506783
45. ↑  Welsh 1989
46. ↑  Mumford, Fogarty & Kirwan 1994
47. ↑  Lay 2003
48. ↑  Kuipers 1999
49. 1 2  Fulton & Harris 1991
50. ↑  Serre 1977
51. ↑  Rudin 1990
52. ↑  Robinson 1996, p. viii
53. ↑  Artin 1998
54. ↑  Lang 2002, Chapter VI (see in particular p. 273 for concrete examples)
55. ↑  Lang 2002, p. 292 (Theorem VI.7.2)
56. ↑  Kurzweil & Stellmacher 2004
57. ↑  Artin 1991, Theorem 6.1.14.另见Lang 2002, p. 77，其中包含类似结果。
58. ↑  Lang 2002, §I. 3, p. 22
59. ↑  Ronan 2007
60. ↑  Husain 1966
61. ↑  Neukirch 1999
62. ↑  Shatz 1972
63. ↑  Milne 1980
64. ↑  Warner 1983
65. ↑  Borel 1991
66. ↑  Goldstein 1980
67. ↑  Weinberg 1972
68. ↑  Naber 2003
69. ↑  Becchi 1997
70. ↑  Denecke & Wismath 2002
71. ↑  Romanowska & Smith 2002

## 引用

### 一般引用
- Artin, Michael, , Prentice Hall, 1991, ISBN 978-0-89871-510-1, Chapter 2 contains an undergraduate-level exposition of the notions covered in this article.
- Devlin, Keith, , Owl Books, 2000, ISBN 978-0-8050-7254-9, Chapter 5 provides a layman-accessible explanation of groups.
- Dummit, David S.; Foote, Richard M.,  3rd, New York: Wiley, 2004, ISBN 978-0-471-43334-7, MR2286236.
- Fulton, William; Harris, Joe, , Graduate Texts in Mathematics, Readings in Mathematics 129, New York: Springer-Verlag, 1991, ISBN 978-0-387-97495-8, MR1153249, ISBN 978-0-387-97527-6
- Hall, G. G., , American Elsevier Publishing Co., Inc., New York, 1967, MR0219593, an elementary introduction.
- Herstein, Israel Nathan,  3rd, Upper Saddle River, NJ: Prentice Hall Inc., 1996, ISBN 978-0-13-374562-7, MR1375019.
- Herstein, Israel Nathan,  2nd, Lexington, Mass.: Xerox College Publishing, 1975, MR0356988.
- Lang, Serge, , Graduate Texts in Mathematics 211, Berlin, New York, 2002, ISBN 978-0-387-95385-4, MR1878556.
- Lang, Serge,  3rd, Berlin, New York: Springer-Verlag, 2005, ISBN 978-0-387-22025-3.
- Ledermann, Walter, , Oliver and Boyd, Edinburgh and London, 1953, MR0054593.
- Ledermann, Walter, , New York: Barnes and Noble, 1973, OCLC 795613.
- Robinson, Derek John Scott, , Berlin, New York: Springer-Verlag, 1996, ISBN 978-0-387-94461-6.
- 《代數學引論》第二版ISBN 7-04-008893-2聶靈沼、丁石孫著，高等教育出版社出版

### 專門引用
- Artin, Emil, , New York: Dover Publications, 1998, ISBN 978-0-486-62342-9.
- Aschbacher, Michael,  (PDF), Notices of the American Mathematical Society, 2004, 51 (7): 736–740  [2008-09-13], ISSN 0002-9920, （原始内容存档 (PDF)于2011-06-05）.
- Becchi, C., , 1997  [2008-05-15], （原始内容存档于2016-10-07）.
- Besche, Hans Ulrich; Eick, Bettina; O'Brien, E. A., , Electronic Research Announcements of the American Mathematical Society, 2001, 7: 1–4  [2008-09-13], doi:10.1090/S1079-6762-01-00087-7, MR1826989, （原始内容存档于2008-10-08）.
- Bishop, David H. L., , New York: Dover Publications, 1993, ISBN 978-0-486-67355-4.
- Borel, Armand, , Graduate Texts in Mathematics 126 2nd, Berlin, New York: Springer-Verlag, 1991, ISBN 978-0-387-97370-8, MR1102012.
- Carter, Roger W., , New York: John Wiley & Sons, 1989, ISBN 978-0-471-50683-6.
- Conway, John Horton; Delgado Friedrichs, Olaf; Huson, Daniel H.; Thurston, William P., , Beiträge zur Algebra und Geometrie, 2001, 42 (2): 475–507  [2008-09-13], ISSN 0138-4821, MR1865535, （原始内容存档于2020-06-01）.
- （法文） Coornaert, M.; Delzant, T.; Papadopoulos, A., , Lecture Notes in Mathematics 1441, Berlin, New York: Springer-Verlag, 1990, ISBN 978-3-540-52977-4, MR1075994.
- Denecke, Klaus; Wismath, Shelly L., , London: CRC Press, 2002, ISBN 978-1-58488-254-1.
- Fröhlich, Albrecht, , Lecture notes in mathematics 74, Berlin, New York: Springer-Verlag, 1968.
- （德文） Frucht, R., , Compositio Mathematica, 1939, 6: 239–50, ISSN 0010-437X, （原始内容存档于2008-12-01）.
- Goldstein, Herbert,  2nd, Reading, MA: Addison-Wesley Publishing: 588–596, 1980, ISBN 0-201-02918-9.
- Hatcher, Allen, , Cambridge University Press, 2002  [2008-09-13], ISBN 978-0-521-79540-1, （原始内容存档于2018-05-19）.
- Husain, Taqdir, , Philadelphia: W.B. Saunders Company, 1966, ISBN 978-0-89874-193-3
- Jahn, H.; Teller, E., , Proceedings of the Royal Society of London. Series A, Mathematical and Physical Sciences (1934-1990), 1937, 161 (905): 220–235, doi:10.1098/rspa.1937.0142.
- Kassel, Christian, , Springer, 1994, ISBN 978-0387943701.
- Kuipers, Jack B., , Princeton University Press, 1999, ISBN 978-0-691-05872-6, MR1670862.
- Kuga, Michio, , Boston, MA: Birkhäuser Boston, 1993, ISBN 978-0-8176-3688-3, MR1199112.
- Kurzweil, Hans; Stellmacher, Bernd, , Universitext, Berlin, New York: Springer-Verlag, 2004, ISBN 978-0-387-40510-0, MR2014408.
- Lay, David, , Addison-Wesley, 2003, ISBN 978-0-201-70970-4.
- Mac Lane, Saunders,  2nd, Berlin, New York: Springer-Verlag, 1998, ISBN 978-0-387-98403-2.
- Michler, Gerhard, , Cambridge University Press, 2006, ISBN 978-0-521-86625-5.
- Milne, James S., , Princeton University Press, 1980, ISBN 978-0-691-08238-7
- Mumford, David; Fogarty, J.; Kirwan, F.,  34 3rd, Berlin, New York: Springer-Verlag, 1994, ISBN 978-3-540-56963-3, MR1304906.
- Naber, Gregory L., , New York: Dover Publications, 2003, ISBN 978-0-486-43235-9, MR2044239.
- Neukirch, Jürgen, , Grundlehren der mathematischen Wissenschaften 322, Berlin: Springer-Verlag, 1999, ISBN 978-3-540-65399-8, MR1697859
- Romanowska, A.B.; Smith, J.D.H., , World Scientific, 2002, ISBN 9789810249427.
- Ronan, Mark, , Oxford University Press, 2007, ISBN 978-0-19-280723-6.
- Rosen, Kenneth H.,  4th, Addison-Wesley, 2000, ISBN 978-0-201-87073-2, MR1739433.
- Rudin, Walter, , Wiley Classics, Wiley-Blackwell, 1990, ISBN 047152364X.
- Seress, Ákos, , Notices of the American Mathematical Society, 1997, 44 (6): 671–679, ISSN 0002-9920, MR1452069, （原始内容存档于2007-02-08）.
- Serre, Jean-Pierre, , Berlin, New York: Springer-Verlag, 1977, ISBN 978-0-387-90190-9, MR0450380.
- Shatz, Stephen S., , Princeton University Press, 1972, ISBN 978-0-691-08017-8, MR0347778
- Suzuki, Michio, , Transactions of the American Mathematical Society, 1951, 70 (2): 345–371, doi:10.2307/1990375.
- Warner, Frank, , Berlin, New York: Springer-Verlag, 1983, ISBN 978-0-387-90894-6.
- Weinberg, Steven, , New York: John Wiley & Sons, 1972, ISBN 0-471-92567-5.
- Welsh, Dominic, , Oxford: Clarendon Press, 1989, ISBN 978-0-19-853287-3.
- Weyl, Hermann, , Princeton University Press, 1952, ISBN 978-0-691-02374-8.

### 歷史引用
- Borel, Armand, , Providence, R.I.: American Mathematical Society, 2001, ISBN 978-0-8218-0288-5
- Cayley, Arthur, , II (1851 - 1860), Cambridge University Press, 1889.
- Curtis, Charles W., , History of Mathematics, Providence, R.I.: American Mathematical Society, 2003, ISBN 978-0-8218-2677-5.
- （德文） von Dyck, Walther,  (subscription required), Mathematische Annalen, 1882, 20 (1): 1–44, ISSN 0025-5831, doi:10.1007/BF01443322[永久].
- （法文） Galois, Évariste, Tannery, Jules , 编, , Paris: Gauthier-Villars, 1908  [2008-09-13], （原始内容存档于2011-05-21） (Galois work was first published by Joseph Liouville in 1843).
- （法文） Jordan, Camille, , Paris: Gauthier-Villars, 1870.
- Kleiner, Israel,  (subscription required), Mathematics Magazine, 1986, 59 (4): 195–215, ISSN 0025-570X, MR863090.
- （德文） Lie, Sophus, , New York: Johnson Reprint Corp., 1973, MR0392459.
- Mackey, George Whitelaw, , University of Chicago Press, 1976, MR0396826
- Smith, David Eugene, , Mathematical Monographs, No. 1, 1906  [2008-09-13], （原始内容存档于2008-09-19）.
- Wussing, Hans, , New York: Dover Publications, 2007, ISBN 978-0-486-45868-7.

## 外部連結
- 埃里克·韦斯坦因. . MathWorld.
- Group （页面存档备份，存于） at PlanetMath.
- The development of group theory （页面存档备份，存于） at The MacTutor History of Mathematics archive.